# Тясмин
Тя́смин (укр. Тясмин, устар. Тясьмин (Тасьмин)) — река, протекающая по территории Кировоградской и Черкасской областей Украины, правый приток Днепра.

## Физико-географическая характеристика
Длина реки 164 километра (162 версты). Площадь бассейна 4 570 км². Средний расход воды — 0,2 м³/с.
Река берёт начало на севере, в центральной части днепровских возвышенностей в современной Кировоградской области. Оттуда течёт через Черкасскую область, где впадает в Кременчугское водохранилище. Высота устья — 81 метр над уровнем моря.
В среднем течении Тясмин образует излучину, меняющую направление реки на 180°. Из-за этого обстоятельства его исток и устье расположены всего в 33 километрах друг от друга. Ширина речной долины колеблется от одного до четырёх километров, в то время как ширина самой реки достигает 20 метров.
В долине реки расположены гидрологические заказники: Старотясминский, Старый Тясмин, Березняковский карьер (Черкасский район), Тясминский каньон (г.Каменка).
Наиболее крупными населёнными пунктами на Тясмине являются посёлок городского типа Александровка, а также города Каменка, Смела и Чигирин.

## Притоки
Ниже представлены название притоков реки:
- Правые: Чутка[3][5], Ирклей (Ирклеец)[3], Субботовка, Поток[6], Ивковчанка, Медведевка (Медведь)[5], Лубенка, Жаботинка[5], Головятка, Каменоватка[6] (Просянка[5]), Лаврусиха, Косарка[5], Осотянка[5];
- Левые: Ирдынь[7][5], Серебрянка[7][5], Гнилой Ташлык[7][5], Мокрый Ташлык[7][5], Подлесная, Болтышка[8][5].

## История
В нижнем течении Тясмина вблизи населённого пункта Суботов расположены важные археологические места Чернолесской культуры Тясминское городище. Для учёных они являются ключевым звеном для изучения перехода от позднего бронзового века к раннему железному веку.
На реке Тясмине, в 8 верстах от Чигирина, Б. Хмельницкий построил свой хутор Суботово.
Ранее Тясмин находился в Чигиринском уезде Киевской губернии, а в нижнем течении на границе с Херсонской губернией Российской империи. На 1901 год по реке были расположены два города, 4 местечка и 46 селений. Река брала начало в Чигиринском уезде, к северо-востоку от села Высшие Верещаки, текла сперва на юго-запад, у села Большие Бирки поворачивала к северо-западу, у местечка Смелы — к северо-востоку, у села Харьковки — к юго-востоку, входила в Ирдынское болото, у города Чигирин поворачивала на восток, образовывая здесь границу Киевской и Херсонской губерний до впадения своего в реку Днепр у Новогеоргиевска.
Город Новогеоргиевск располагался близ места впадения в Днепр до создания водохранилища (Крылов).

### Гидроним
Название Тясмин происходит от тюркского taš «камень» (как и Ташлык и другое).

## Галерея
- р.Тясмин в с.Думанцы